# Пески (Донецкая область)
Пе́ски (укр. Піски) — посёлок в Покровском районе Донецкой области Украины. В ходе Битвы за Донбасс посёлок был практически полностью разрушен из-за боёв. Постоянного населения не имеет.

## Население
Население по данным всеукраинской переписи 2001 года составляло 2160 человек.

## История
В 2014—2016 годах в ходе вооружённого конфликта на востоке Украины в посёлке шли бои между украинскими военными и вооружёнными формированиями самопровозглашённой ДНР.
В 2014 году Пески стал прифронтовым посёлком, был практически полностью эвакуирован и превращённый ВСУ в укрепрайон. По состоянию на январь 2019 года в Песках оставалось 9 мирных жителей. Люди проживали в собственном разрушенном жилье, подвалах или хозпостройках на территории собственных домовладений, а также в блиндажах. Из-за боевых действий в Песках отсутствовало регулярное газо-, водо- и энергоснабжение, транспортная инфраструктура, не работали магазины и отделения почтовой связи. 95 % жилых домов имели капитальные разрушения. Помощь мирному населению оказывали организации Красный Крест, УВКБ ООН и Гуманитарная миссия помощи мирному населению зоны военного конфликта общественного объединения «Пролиска».
2 сентября 2022 года, в ходе вторжения России на Украину, посёлок был захвачен российскими войсками.

## Религия
В посёлке Пески находится храм Святых жён мироносиц Авдеевского благочиния Донецкой епархии Украинской православной церкви Московского патриархата.